# آذرماهان
آذرماهان (در منابع یونانی Ἀδααρμάνης) ؛ سرداری ایرانی اهل پارس بود که در مرزهای غربی ایران ساسانی و علیه امپراتوری روم شرقی (بیزانس) در جریان جنگ ایران و روم (۵۷۲–۵۹۱ میلادی) حضور داشت.آلبرتو برنارد (۲۰۲۳) این فرمانده ذکرشده در منابع رومی را با وهرامِ نام‌خواست‌خسرو آدُرماهان که سپاهبد نیمروز بود و مهری از او به جا مانده‌است و نیز وزیر ساسانی موسوم به بهرامِ آذرماهان که داستان مرگش توسط فردوسی و ثعالبی نقل شده یکی می‌داند.

## زندگی‌نامه
آذرماهان سمت مرزبانی (فرماندار استان‌های مرزی) داشت. به گفته تاریخنگار سوری - جان افسس - وی احتمالاً مرزبان نصیبین بود.در سال ۵۷۱ میلادی به دستور خسرو انوشیروان برای اشغال استان رومی سوریه به آنجا فرستاده شد. آذرماهان رومی‌ها را به فرماندهی ژنرال مگنوس شکست داد، بسیاری را اسیر کرد و دستور داد شهر اپامیا را تاراج کنند.در سال ۵۷۷ میلادی آذرماهان استان سوری اسروهن را تصرف کرد اما رومی‌ها موفق شدند با نیروی زیاد به فرماندهی ژنرال ژوستینیان آن را بازپس گیرند.در سال ۵۸۰ میلادی، ژنرال موریس نیروهایش را در طول فرات و به سمت تیسفون - پایتخت ساسانیان - پیشروی داد؛ آذرماهان موظف شد (سال ۵۸۱ میلادی) تا در شمال بین‌النهرین راه انتقال تدارکات ارتش موریس را مسدود کرده و خود او را مجبور به عقب‌نشینی به سمت شمال کند. بنابراین بار دیگر به اسروهن حمله کرد و موفق شد پایتخت آن، ادسا، را اشغال کند. سپس نیروهایش را به سمت رقه حرکت داد اما با لشکر موریس برخورد کرده و مجبور به عقب‌نشینی شد. در جون سال بعد (۵۸۲ میلادی) در نزدیکی کنستانتیا از قوای موریس شکست سختی خورد و مجبور شد از میدان جنگ بگریزد در حالی که تم خسرو فرمانده دیگر ایرانی در این نبرد کشته شد. از این زمان به بعد آذرماهان از تاریخ ناپدید شد و از سرنوشت او آگاهی در دست نیست.